# Лена Мајер-Ландрут
Лена Мајер-Ландрут (Хановер, 23. мај 1991), позната и само као Лена, је њемачка пјевачица. Представљала је Њемачку на Пјесми Евровизије 2010. у Ослу, у Норвешкој, гдје је побиједила са пјесмом , освојивши 246 поена у финалу. Са своје три пјесме на њемачком националном финалу  (Наша звијезда за Осло), Лена је постигла до тада незабиљежени рекорд на музичким топ-листама у својој родној земљи, дебитујући са три пјесме у топ-6 музичкој топ листи њемачких пјесама. Пјесма Satellite дебитовала је на првом мјесту у Њемачкој, и сертификована је као трострука златна. Током маја 2010. године Лена је издала свој први албум, My Cassette Player, који је дебитовао на првом мјесту топ-листе њемачких албума.

## Младост
Лена Мајер-Ландрут је рођена 23. маја 1991. године у Хановеру, у Њемачкој. Унука је Андреаса Мајера-Ландрута, западно-њемачког амбасадора у Совјетском Савезу у Москви од 1980. до 1983. и од 1987. до 1989. године Одрасла је као јединица, и прве часове плеса имала је у петој години. У почетку је вјежбала балет, a касније и различите савремене плесне стилове, укључујући хип-хоп и џез плес. Мајер Ландрутова је одрастала уз пјевање и појавила се као статиста у пар њемачких ТВ серија. Ипак, никада није похађала професионалне часове глуме или пјевања. Похађала је средњу школу
"IGS Roderbruch Hannover". Завршни испити за њену матурску диплому били су одржани у априлу 2010.

## Каријера

### 
Упркос томе што није имала професионално пјевачко искуство, Лена је одлучила да учествује у емисији за таленте  (Наша звијезда за Осло), новооснованој националној ТВ емисији, створеној да би се изабрао њемачки представник за учешће на Евровизији 2010. године у Ослу. Шоу је организовао јавни емитер  и приватна ТВ станица ProSieben. Од 4.500 кандидата, Мајер-Лендрутова је прихваћена као једна од 20 учесница емисије. На питање која јој је била мотивација за учешће, њен одговор је био: „Волим да се тестирам. Жељела сам да видим на какав начин ме други гледају, и жељела сам да чујем шта стручњаци имају да кажу о томе. Ја саму себе уопште не могу да процјењујем.“
После свог првог наступа, изводећи пјесму My Same британског пјевача Адела, Мајер-Ландрутова је добила велике похвале жирија и сматрана је за фаворита. Следеће недјеље, Аделова пјесма My Same стартовала је на 61. мјесту немачке топ листе. Лена је стигла до финала такмичења Unser Star für Oslo углавном изводећи мање познате пјесме свјетски познатих извођача као што су The Bird and the Bee, Кејт Неш, Паоло Нутини и Лиса Мишел. Лена је током наступа пјевала осам пјесама других извођача. Након тога је пет оригиналних пјесама од тих осам доспело на топ-листе у Њемачкој, од којих четири у сам врх. У финалу 12. марта 2010. године, Лена је пјевала три пјесме, специјално припремљене за ову манифестацију — Bee, Satellite и . Кроз ТВ гласање, публика је изабрала Satellite, коју су написали Џули Фрост из Америке и Џон Гордон из Данске, за њену изабрану пјесму у случају да побједи. У другом кругу гласања, Мајер Ландрутова је изабрана за њемачког учесника на 55-ој Евровизији, побиједивши посљедњег преосталог конкурента, Џенифер Браун. Спот за пјесму Satellite је сниман током финалне вечери, a на њемачким телевизијским каналима приказан је четири дана касније.
Током такмичења Лена је важила за највећег фаворита, и често је била у огромном вођству у интернет анкетама. Дан након побједе на такмичењу Unser Star für Oslo, све три пјесме које је изводила у финалу биле су у врху њемачке iTunes Store продајне топ-листе, чиме је Лена постала прва пјевачица која је постигла тако нешто. Пјесма Satellite је имала преко 100.000 преузимања у првој недјељи, поставши тиме најбрже продавано њемачко дигитално издање свих времена. Све три њене пјесме су ушле у топ-5 њемачке топ-листе пјесама, са позицијама број један, три и четири, што ниједан музичар никада није постигао од када је топ-листа пјесама у Њемачкој први пут објављена 1959. Пјесма Satellite стекла је услове да буде заведена као златна након прве недјеље од објављивања, а као платинаста након четврте. Пјесма је остала на првом мјесту пет узастопних недјеља у Њемачкој., док је у Швајцарској и Аустрији достигла друго мјесто.
И у току такмичења на Unser Star für Oslo, Лена је наставила да похађа школу. Последњи ТВ шоу одржан је само мјесец дана прије почетка њеног завршног испита. Након испита, објавила је деби албум — My Cassette Player, 7. маја 2010. Албум је продуцирао Штефан Раб, а укључује синглове Satellite, Love Me и Bee, као и двије обраде и осам раније необјављених пјесама. Мајер Ландрутова је потписана као ко-аутор текстова пет пјесама. Албум је дебитовао на првом мјесту њемачких топ-листа албума, на трећем мјесту у Аустрији и Швајцарској и на петом мјесту топ-листе European Top 100 Albums часописа Billboard.
Након успјеха у Њемачкој, Лена је рекла да би уживала у пјевачкој или глумачкој каријери, мада је уз то изјавила: „Нисам опседнута тиме да се бавим музиком цијелог живота.“ Изјавила је да је првобитно планирала да студира глуму након што матурира, али да сада није сигурна да ће за то имати времена. Рекла је да су на њену музику утицали Адел, Кејт Неш, Венеса Карлтон, као и њемачки пјевач Clueso и њемачки поп-рок бенд Wir sind Helden.

### Такмичење за пјесму Евровизије
Представљајући „велике четири“ земље учеснице Евровизије, Лена се аутоматски квалификовала у финале избора за пјесму Евровизије 2010. Њемачка је добила „џокера“ током избора редослиједа такмичара, што је омогућило представницима Њемачке да сами изаберу на којој позицији ће наступити у финалу. Изабрали су позицију 22 од могућих 25; Ово је била прва побједа Њемачке од 1982. и прва побједа од њеног уједињења 1990. Пјесма Satellite је освојила 246 поена, побиједивши турске представнике са разликом од 76 поена, што је друга по реду највећа разлика у поенима, иза Александра Рибака који је побиједио са 169 поена разлике на такмичењу из 2009.
Ленина побједа на Евровизији добила је доста пажње у Њемачкој, гдје је пренос такмичења на њемачкој телевизији пратило око 14,69 милиона гледалаца (49,1% удјела на тржишту). Мајер-Ландрутова се вратила у Хановер сљедећег дана, гдје јој је добродошлицу пожељело 40.000 људи. Штефан Раб је наговијестио да Мајер-Ландрутова може да покуша да одбрани титулу на такмичењу за Пјесму Евровизије 2011; она би била трећа пјевачица којој је то пошло за руком, и прва у посљедњих 50 година.

## Наступ на
| Шоу                   | Пјесма | Писац пјесме                                          |
| --------------------- | ------ | ----------------------------------------------------- |
| 1. шоу                |        | Адел                                                  |
| 3. шоу                |        |                                                       |
| 4. шоу                |        | Кејт Неш                                              |
| 5. шоу                |        | Паоло Нутини                                          |
| Четвртфинале (6. шоу) |        | Кејт Неш Лиса Мишел                                   |
| Полуфинале (7. шоу)   |        | Џејсон Мраз                                           |
| Финале (8. шоу)       |        | Џенифер Браун / Лена Мајер-Ландрут Лена Мајер-Ландрут |

Џенифер Браун и Лена Мајер-Ландрут су обје пјевале различите верзије пјесама Bee и Satellite у финалу

## Награде и номинације

### Номинације
- 2010:  – „Најбоља новајлијка“[38]

## Дискографија

### Албуми
| Година | Пјесма                                                                           | Мјесто на топ-листама | Мјесто на топ-листама | Мјесто на топ-листама | Мјесто на топ-листама | Сертификације (прагови продаје) |
| Година | Пјесма                                                                           | [ 7 ]                 | [ 28 ]                | [ 29 ]                | [ 32 ]                | Сертификације (прагови продаје) |
| ------ | -------------------------------------------------------------------------------- | --------------------- | --------------------- | --------------------- | --------------------- | ------------------------------- |
| 2010   | - Објављивање: 7. мај 2010 - Издавачка кућа: , - Формати: , дигитално преузимање | 1                     | 3                     | 3                     | 5                     |                                 |
| 2011   | - Објављивање: 8. 2. 2011 - Издавачка кућа: , - Формати: , дигитално преузимање  | 1                     | 8                     |                       |                       |                                 |

### Синглови
| Година | Пјесма | Мјесто на топ-листама | Мјесто на топ-листама | Мјесто на топ-листама | Мјесто на топ-листама | Мјесто на топ-листама | Сертификације (прагови продаје) | Албум |
| Година | Пјесма | [ 5 ]                 | [ 28 ]                | SWI                   | [ 39 ]                | [ 40 ]                | Сертификације (прагови продаје) | Албум |
| ------ | ------ | --------------------- | --------------------- | --------------------- | --------------------- | --------------------- | ------------------------------- | ----- |
| 2010   |        | 1                     | 2                     | 2                     | 1                     | 8                     | - : 3 × Злато                   |       |
| 2010   |        | 3                     | 26                    | 27                    | –                     | –                     |                                 |       |
| 2010   |        | 4                     | 28                    | 39                    | –                     | –                     |                                 |       |

„Satellite“, „Bee“ и „Love Me“ су истовремено нашли на листи